# Pierre Simon Cristofini
Pour les articles homonymes, voir Simon et Pierre Simon.
Pierre Simon Cristofini, né le 26 mai 1903 à Calenzana (Corse), mort à Alger (Département d'Alger) le 3 mai 1944, est un officier des troupes coloniales envoyé en Tunisie par le gouvernement de Vichy pour mettre sur pied une unité, la Phalange africaine, destinée à combattre les troupes alliées aux côtés de l'Allemagne. Condamné à mort après la libération de la Corse, il a été fusillé à Hussein-Dey, près d'Alger.

## Biographie
Officier de l'infanterie coloniale, en 1939, Pierre Simon Cristofini était capitaine au 3e régiment de tirailleurs algériens, en garnison à Beyrouth. Favorable au régime de Vichy, il s'engage ensuite dans la Légion tricolore où il obtient le grade de commandant.

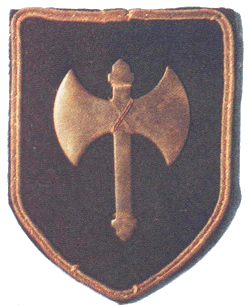
Insigne de la Phalange africaine, commandée par le colonel Cristofini en Tunisie.

Après le débarquement des Alliés en Afrique du Nord, le 8 novembre 1942, le gouvernement de Vichy ayant décidé de créer une Phalange africaine pour lutter contre les Alliés, il envoie une Mission militaire à Tunis pour mettre sur pied cette unité. Le commandant Cristofini fait partie de cette mission en qualité d'adjoint, avec le grade de lieutenant-colonel.
Arrivé à Tunis le 28 décembre, il devient rapidement chef de la Mission militaire, son prédécesseur, le commandant Christian Sarton du Jonchay ayant été nommé directeur de cabinet par intérim du Résident général de France en Tunisie, l'amiral Esteva, et préfet de police. Cristofini va alors s'employer à recruter des volontaires pour la Phalange africaine, mais il ne semble pas qu'il ait eu beaucoup de succès. Henry Charbonneau, qui faisait également partie de la Mission militaire, écrit que « Cristofini était un Corse peu subtil et un rien illuminé » et « qu'il se vit tout de suite le premier chef de corps d'une armée internationale ».
Grièvement blessé à un œil lors d'un exercice de pose de mines anti-chars sur un char, il est rapatrié en urgence en France puis démobilisé après sa convalescence. Il retourne ensuite chez lui en Corse.
Le 8 septembre 1943, avant la libération totale de la Corse, Pierre Cristofini est arrêté par des résistants pour avoir accueilli avec sa femme des officiers italiens dans sa villa de L'Île-Rousse et communiqué des renseignements sur la Résistance qui ont permis l'arrestation de nombreux partisans. Les Italiens lui auraient promis en échange de le nommer gouverneur de Corse après la victoire.
 Cette promesse est cependant peu crédible car le poste de gouverneur de Corse avait été promis par les fascistes italiens à Petru Giovacchini, un irrédentiste réfugié en Italie depuis longtemps ; de plus, une telle promesse ne relevait pas de la compétence des militaires d'autant qu'ils avaient pour consigne, ceci pour ne pas envenimer les relations avec Vichy, de ne laisser entrer en Corse aucun irrédentiste.
Le commandement italien aurait cependant pu le libérer et le transférer en Italie. Malgré la proposition expresse d'un sous-lieutenant de réaliser l'opération, le colonel commandant du secteur opposa un veto formel et ce alors qu'il avait été plusieurs fois reçu chez les Cristofini et qu'il n'ignorait pas le sort qui l'attendait. L'armistice de Cassibile entre l'Italie et les Alliés venant d'être annoncé, le colonel ne voulait pas commettre un acte susceptible de troubler les nouveaux rapports d'alliance.
Après son arrestation, Pierre Cristofini est transféré à Alger où il est condamné à mort par un tribunal militaire, victime, selon son défenseur d'une « erreur d'obéissance ». Le 3 mai 1944, alors qu'il est extrait de sa cellule pour être conduit au polygone de tir d'Hussein-Dey où doit avoir lieu l'exécution, il se jette du premier étage sur le sol carrelé du patio pour se suicider mais il n'est que très grièvement blessé. Le crâne éclaté, agonisant, il est attaché sur une civière sur laquelle il est fusillé.
L'exécution du lieutenant-colonel Cristofini suscite un émoi considérable en France, tant dans les milieux gouvernementaux que chez les collaborationnistes. On demande une riposte énergique, la prise d'otages, l'exécution de résistants, voire celle de Léon Blum et de Georges Mandel. À titre de représailles et d'avertissement, une cour martiale réunie à Annecy le 4 mai pour juger onze chefs de la Résistance faits prisonniers au cours des opérations militaires contre le maquis des Glières (Haute-Savoie), en condamne neuf à la peine de mort et les fait immédiatement passer par les armes. Ces exécutions semblent être à l'origine d'une trêve, au moins temporaire, puisque le Tribunal militaire d'Alger ne prononcera pas de peine de mort jusqu'au 26 mai. Selon Pierre Giolitto, il n'y aurait eu que cinq exécutions immédiates, dans l'attente du jugement dans le procès contre l'amiral Edmond Derrien ; celui-ci ayant été condamné à mort mais ayant obtenu les circonstances atténuantes, les autres maquisards n'ont pas été exécutés.

## Activités de son épouse Marta Renucci
Marta Renucci semble avoir également eu des activités au profit des Italiens, à moins que l'on ne lui reprocha que de les avoir reçus chez elle. Toujours est-il qu'à une date inconnue, elle fut elle aussi transférée en Algérie et condamné à cinq années d'emprisonnement. Tous les biens du couple furent par ailleurs saisis.
Fille d'un gendarme, elle était née le 11 février 1904 à Mausoléo (Haute-Corse), village où elle avait épousé Cristofini le 30 octobre 1928. Avant guerre, elle avait été élue Miss Corse à Paris ; c'était aussi la première femme corse à avoir exercé la profession de journaliste.

Selon des déclarations qu'elle aurait faites au professeur Giulio Vignoli après guerre, elle aurait été favorable à l'irrédentisme italien et se disait même fasciste.
 Après avoir purgé sa peine en Algérie, elle est revenue vivre à L'Île-Rousse. Elle est décédée le 11 septembre 1997 à Furiani (Corse).
René Pellegrin écrit dans son livre sur la Phalange africaine que « la colonelle Cristofini », ainsi que d'autres femmes corses, apportèrent après guerre un soutien considérable aux détenus, autonomistes, miliciens, membres du PPF et légionnaires du front de l'est. Elle leur apportait en effet régulièrement de riches paniers de ravitaillement, des cigarettes, du chocolat et essayaient d'introduire en prison lettres et journaux.

## Sources
- Henry Charbonneau, Les Mémoires de Porthos, Éditions de Chiré, 1999, tome I.
- Pierre Giolitto, Volontaires français sous l'uniforme allemand, Perrin, 2007
- René Pellegrin, La Phalange africaine, la LVF en Tunisie, Paris, 1973.
- Jean-Pierre Poli, Autonomistes corses et irrédentisme fasciste, 1920-1923, Éditions DCL, 2007,  (ISBN 2-35416-004-6).
- (it) Giulio Vignoli, Gli Italiani dimenticati. Minoranze italiane in Europa, Università degli studi di Genova, coll. « Publicazioni della facolta di scienze politiche » (no 16), 2000 (ISBN 978-88-14-08145-3).